# Myonia pales
Myonia pales är en fjärilsart som beskrevs av Druce 1893. Myonia pales ingår i släktet Myonia och familjen tandspinnare. Inga underarter finns listade i Catalogue of Life.